# Geodia carcinophila
Geodia carcinophila är en svampdjursart som beskrevs av Lendenfeld 1897. Geodia carcinophila ingår i släktet Geodia och familjen Geodiidae.